# Karel XI.
Karel XI. (24. listopadu 1655, Stockholm – 5. dubna 1697, Stockholm) byl švédský král od roku 1660 až do své smrti. Byl jediným synem švédského krále Karla X. Gustava a Hedviky Eleonory Holštýnsko-Gottorpské, dcery vévody Fridricha III. Šlesvicko-Holštýnsko-Gottorpského.
Jelikož byl po smrti svého otce příliš mlád (necelých 5 let), vládla za něj jeho matka spolu s pěti nejvyššími úředníky, z nichž nejvýznamnější byl Magnus Gabriel De la Gardie. Faktické vlády se ujal až roku 1672.

## Zahraniční politika
Karel XI. začal Skånskou válku a po vítězství v bitvě u Halmstadu (1676), bitvě u Lundu (1676) a bitvě u Landskrony (1677) donutil dánského krále Kristiána V. odvést své muže na Sjælland. Skånská válka znamenala především pokus Dánů získat zpět oblasti ztracené roskildským mírem z roku 1658 a na něj navazujícím kodaňským mírem z roku 1660 (především Skåne – odtud i název války), Švédsku se však podařilo tyto oblasti udržet.

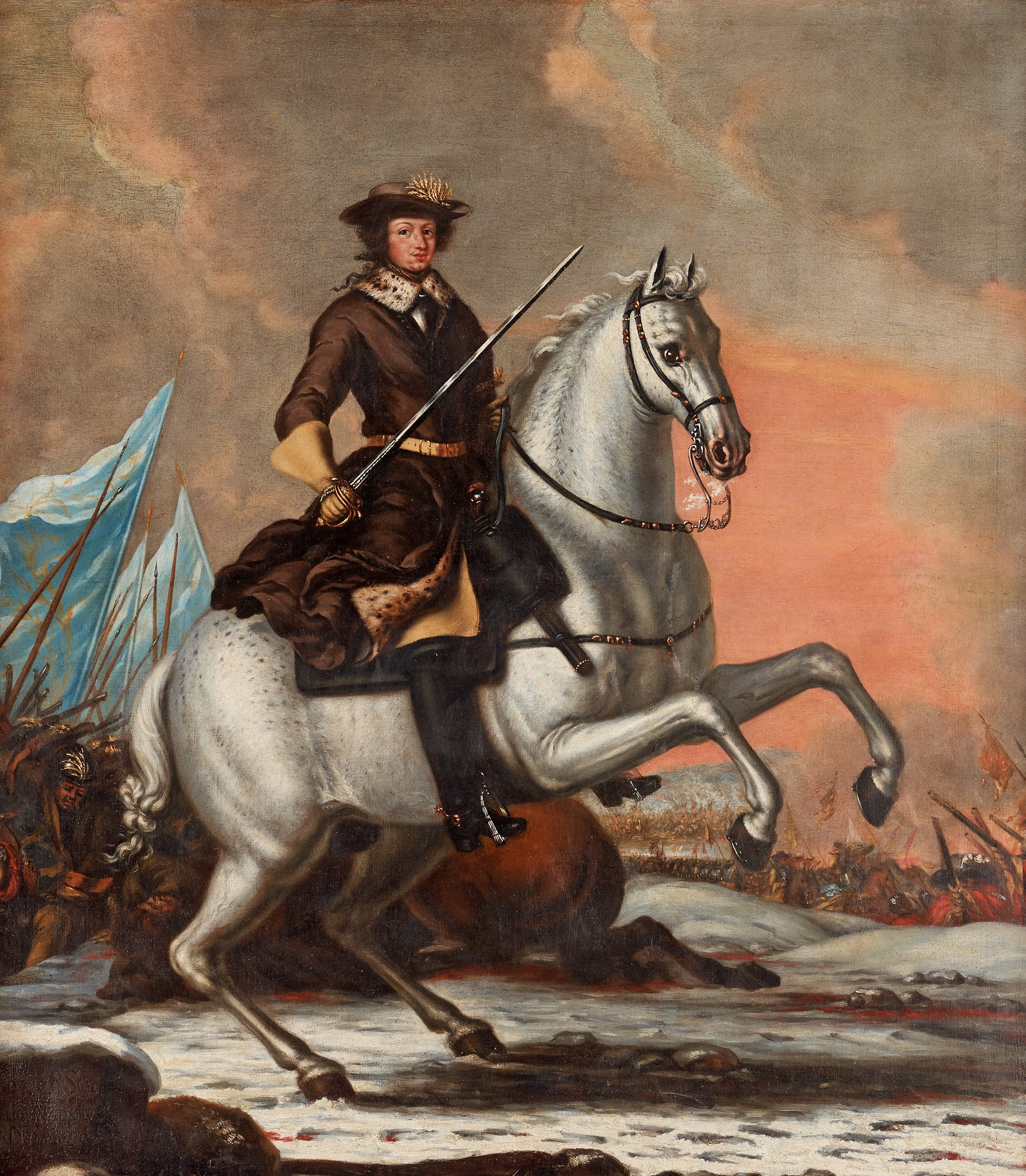
Karel XI. v bitvě u Lundu, obraz od Davida Klöckera Ehrenstrahla (1682)

Jako spojenec francouzského krále Ludvíka XIV. se účastnil i v jeho vojenských podnicích. V roce 1672 byla mezi oběma zeměmi uzavřena spojenecká smlouva, v které se Švédsko zavázalo vojensky podpořit Francii výměnou za velké finanční částky.
Když se válka s Nizozemím obrátila v Ludvíkův neprospěch, vstoupilo na jeho naléhání švédské vojsko pod vedením maršála Wrangela koncem roku 1674 do Braniborska, ale v červnu následujícího roku utrpěli Švédové strašlivou porážku v bitvě u Fehrbellinu a museli se stáhnout zpět. Výsledek bitvy zároveň otřásl jejich pověstí vojenské velmoci.
V téže době na Švédsko zaútočilo Dánsko. V roce 1679 s Braniborskem a Dánskem uzavřel mír, který přes utrpěné porážky díky zásahu Ludvíka XIV. nepřinesl Švédsku žádné územní ztráty.

## Domácí politika
Po konci války se král věnoval zejména posílení finančních záležitostí státu, za což je mu dnes připisován významný vliv. Karel XI. ale disponoval také množstvím poradců a je pravděpodobné, že mnoho reforem je z jejich hlav. Díky podpoře měšťanstva a střední šlechty zavedl absolutistickou vládu; stabilizoval státní finance, reorganizoval armádu: rozdělí stát na malé okruhy (routu), z nichž byl každý povinen dodat jednoho žoldnéře a vyzbrojit ho, krom toho dostával žoldnéř ve svém okruhu kus pozemku.

## Králova osobnost
Karel XI. je považován za nejzbožnějšího krále ve švédských dějinách vůbec. Zároveň nadevše miloval vojenská cvičení a lov. Také rád cestoval na koni, avšak nikdy neopustil území vlastního Švédska. Karel XI. také trpěl dnes již jen těžko určitelnou formou dyslexie.

## Manželství a potomci
Karel se od roku 1675 ucházel o dánskou princeznu Ulriku Eleonoru, dceru dánského krále Frederika III. a jeho manželky Žofie Amálie Brunšvické. Poslal své vyslance do Kodaně, aby zde přednesli jeho nabídku manželství. Královna vdova Žofie Amálie s nabídkou souhlasila, v zásadě souhlasil i její syn a bratr Ulriky Eleonory, dánský král Kristián V., ale svatba byla odročena o čtyři roky, protože po příchodu zpráv o výsledku bitvy u Fehrbellinu se dánský král rozhodl využít situace a zahájit novou válku o provincii Skåne.
Po mírových jednáních v roce 1679 se téma manželství opět otevřelo. Sňatek krále s dánskou princeznou měl pomoci udržet mír mezi oběma národy. Karel XI. uzavřel manželskou smlouvu 6. února roku 1680 a poslal ji dánskému dvoru. 4. května téhož roku Ulrika Eleonora připlula do Helsingborgu.
Kvůli svízelné ekonomické situaci Švédska se Karel XI. rozhodl uspořádat prostou svatbu s nevelkým počtem pozvaných v malém městě Skottorp. Obřad se uskutečnil 6. května 1680. 25. listopadu téhož roku byla Ulrika Eleonora korunována královnou Švédska.
Z manželství vzešlo sedm dětí, pouze tři však se dožily dospělosti:
1. Hedvika Žofie (26. června 1681 – 11. prosince 1708), ⚭ 1698 Fridrich IV. Holštýnsko-Gottorpský (18. října 1671 – 19. července 1702), holštýnsko-gottorpský vévoda
2. Karel (17. června 1682 – 30. listopadu 1718), jako Karel XII. král švédský od roku 1697 až do své smrti, svobodný a bezdětný
3. Gustav (14. června 1683 – 26. dubna 1685)
4. Ulrik (2. srpna 1684 – 8. června 1685)
5. Frederik (7. října 1685 – 22. října 1685)
6. Karel Gustav (27. prosince 1686 – 13. února 1687)
7. Ulrika Eleonora (23. ledna 1688 – 24. listopadu 1741), švédská královna v letech 1718–1720, ⚭ 1715 Fridrich I. Hesensko-Kasselský (28. dubna 1676 – 25. března 1751), lankrabě hesensko-kasselský a od roku 1720 až do své smrti švédský král

## Vývod z předků
|           |                                        |  |                             |                                  |  |  |  |  |  |  |  | Wolfgang Falcko-Zweibrückenský |
|           |                                        |  |                             |                                  |  |  |  |  |  |  |  |                                |
|           | Jan I. Falcko-Zweibruckenský           |  |                             |                                  |  |  |  |  |  |  |  |                                |
|           |                                        |  |                             |                                  |  |  |  |  |  |  |  |                                |
|           |                                        |  |                             | Anna Hesenská                    |  |  |  |  |  |  |  |                                |
|           |                                        |  |                             |                                  |  |  |  |  |  |  |  |                                |
|           | Kazimír Falcko-Zweibruckenský          |  |                             |                                  |  |  |  |  |  |  |  |                                |
|           |                                        |  |                             |                                  |  |  |  |  |  |  |  |                                |
|           |                                        |  |                             | Vilém z Jülichu-Kleve-Bergu      |  |  |  |  |  |  |  |                                |
|           |                                        |  |                             |                                  |  |  |  |  |  |  |  |                                |
|           | Magdalena Klevská                      |  |                             |                                  |  |  |  |  |  |  |  |                                |
|           |                                        |  |                             |                                  |  |  |  |  |  |  |  |                                |
|           |                                        |  |                             | Marie Habsburská                 |  |  |  |  |  |  |  |                                |
|           |                                        |  |                             |                                  |  |  |  |  |  |  |  |                                |
|           | Karel X. Gustav                        |  |                             |                                  |  |  |  |  |  |  |  |                                |
|           |                                        |  |                             |                                  |  |  |  |  |  |  |  |                                |
|           |                                        |  |                             | Gustav I. Vasa                   |  |  |  |  |  |  |  |                                |
|           |                                        |  |                             |                                  |  |  |  |  |  |  |  |                                |
|           | Karel IX. Švédský                      |  |                             |                                  |  |  |  |  |  |  |  |                                |
|           |                                        |  |                             |                                  |  |  |  |  |  |  |  |                                |
|           |                                        |  |                             | Markéta Eriksdotter Leijonhufvud |  |  |  |  |  |  |  |                                |
|           |                                        |  |                             |                                  |  |  |  |  |  |  |  |                                |
|           | Kateřina Švédská                       |  |                             |                                  |  |  |  |  |  |  |  |                                |
|           |                                        |  |                             |                                  |  |  |  |  |  |  |  |                                |
|           |                                        |  |                             | Ludvík VI. Falcký                |  |  |  |  |  |  |  |                                |
|           |                                        |  |                             |                                  |  |  |  |  |  |  |  |                                |
|           | Marie Kristýna Falcká                  |  |                             |                                  |  |  |  |  |  |  |  |                                |
|           |                                        |  |                             |                                  |  |  |  |  |  |  |  |                                |
|           |                                        |  |                             | Alžběta Hesenská                 |  |  |  |  |  |  |  |                                |
|           |                                        |  |                             |                                  |  |  |  |  |  |  |  |                                |
| Karel XI. |                                        |  |                             |                                  |  |  |  |  |  |  |  |                                |
|           |                                        |  |                             |                                  |  |  |  |  |  |  |  |                                |
|           |                                        |  | Adolf Holštýnsko-Gottorpský |                                  |  |  |  |  |  |  |  |                                |
|           |                                        |  |                             |                                  |  |  |  |  |  |  |  |                                |
|           | Jan Adolf Holštýnsko-Gottorpský        |  |                             |                                  |  |  |  |  |  |  |  |                                |
|           |                                        |  |                             |                                  |  |  |  |  |  |  |  |                                |
|           |                                        |  |                             | Kristýna Hesenská                |  |  |  |  |  |  |  |                                |
|           |                                        |  |                             |                                  |  |  |  |  |  |  |  |                                |
|           | Fridrich III. Holštýnsko-Gottorpský    |  |                             |                                  |  |  |  |  |  |  |  |                                |
|           |                                        |  |                             |                                  |  |  |  |  |  |  |  |                                |
|           |                                        |  |                             | Frederik II. Dánský              |  |  |  |  |  |  |  |                                |
|           |                                        |  |                             |                                  |  |  |  |  |  |  |  |                                |
|           | Augusta Dánská                         |  |                             |                                  |  |  |  |  |  |  |  |                                |
|           |                                        |  |                             |                                  |  |  |  |  |  |  |  |                                |
|           |                                        |  |                             | Žofie Meklenburská               |  |  |  |  |  |  |  |                                |
|           |                                        |  |                             |                                  |  |  |  |  |  |  |  |                                |
|           | Hedvika Eleonora Holštýnsko-Gottorpská |  |                             |                                  |  |  |  |  |  |  |  |                                |
|           |                                        |  |                             |                                  |  |  |  |  |  |  |  |                                |
|           |                                        |  |                             | Kristián I. Saský                |  |  |  |  |  |  |  |                                |
|           |                                        |  |                             |                                  |  |  |  |  |  |  |  |                                |
|           | Jan Jiří I. Saský                      |  |                             |                                  |  |  |  |  |  |  |  |                                |
|           |                                        |  |                             |                                  |  |  |  |  |  |  |  |                                |
|           |                                        |  |                             | Žofie Braniborská                |  |  |  |  |  |  |  |                                |
|           |                                        |  |                             |                                  |  |  |  |  |  |  |  |                                |
|           | Marie Alžběta Saská                    |  |                             |                                  |  |  |  |  |  |  |  |                                |
|           |                                        |  |                             |                                  |  |  |  |  |  |  |  |                                |
|           |                                        |  |                             | Albrecht Fridrich Pruský         |  |  |  |  |  |  |  |                                |
|           |                                        |  |                             |                                  |  |  |  |  |  |  |  |                                |
|           | Magdalena Sibylla Pruská               |  |                             |                                  |  |  |  |  |  |  |  |                                |
|           |                                        |  |                             |                                  |  |  |  |  |  |  |  |                                |
|           |                                        |  |                             | Marie Eleonora Klevská           |  |  |  |  |  |  |  |                                |
|           |                                        |  |                             |                                  |  |  |  |  |  |  |  |                                |